# Khaghanat
Ein Khaghanat (dt. Großkhanat) ist die Bezeichnung eines Reiches im Gebiet der Altaisprachen, das von einem Khaghan regiert wurde. Ein Khaghanat ist größer und mächtiger als ein Khanat und kann bedingt mit einem Kaiserreich verglichen werden.
Das größte und bekannteste Khaghanat ist das Reich der zentralasiatischen Kök-Türken (türkisch Göktürk Kağanlığı), welches im Jahre 552 gegründet wurde und fast 200 Jahre lang über verschiedene Völker geherrscht hat. Das 568 gegründete Khaghanat der Awaren, das sich über Teile Ost- und Mitteleuropas erstreckte, bestand mehr als 250 Jahre.
Das Mongolische Reich war ebenfalls ein Khaghanat.

## Wortherkunft und andere Schreibweisen
Andere Schreibweisen sind Kaganat, Kaghanat, Chaganat und Chaghanat. Der Begriff ist verwandt mit alttürkisch Qaqanlyk oder Khaghanlyk; türkisch Kağanlık.

## Liste der Khaghanate
- Rouran-Khaganat (4.–6. Jahrhundert)
- Khaganat der Awaren (568–828)
- Erstes Türk-Kaganat (552–630/659)
- Khaghanat der Xueyantuo (630–646) als Nachfolger des östlichen Türk-Khaghanats
- Zweites Türk-Kaganat (682–742)
- Khaganat der Chasaren (7.–10. Jahrhundert)
- Uigurisches Kaganat (745–840)
- Die Kimek–Kiptschak-Konföderation war von 880 bis 1050 ein Khaganat, danach ein Khanat
- Das Khaganat der Jenissei-Kirgisen (840–925)